# 梅花亭 (ラーメン)
梅花亭（ばいかてい）は、滋賀県長浜市にあるラーメン店。「滋賀・長浜から発信するラーメンの新しい形」をコンセプトとしており、県外からも来店者が訪れる。

## 概要・沿革
店主の菅井竜冶は東浅井郡浅井町出身であり、高校時にはラーメン屋「青龍」でアルバイトをしていた。一度は埼玉県の大学に進学したが、中退して「青龍」の親方に弟子入りした。21歳の時に長浜市のラーメン店の店長となり、2年ほどでこの店の経営からは離れたが、平成17年（2005年）に梅花亭を開店させた。梅花亭は令和3年（2021年）3月で16年目を迎えた。店主の菅井は狩猟免許を持っており、みずから殺ってきたジビエが提供されることもある。
化学調味料や添加物を使用しないラーメン作りを心掛けている。出汁には名古屋コーチン（動物系） カタクチイワシ・鰹節・道東コンブ（魚介系）、たれには焼きあご・サンマなどを使用している。麺には三重県産うどん用粉、北海道産石臼挽き全粒粉などの国産小麦を使用している。チャーシューには国産豚肉・国産鶏肉を使用している。どんぶりには信楽焼の陶器を使用している。